# ون ريبوبليك
ون ريبوبليك هي فرقة روك أمريكية من كولورادو سبرينغس، كولورادو. شكلت في عام 2002 من قبل «تيدر ريان» و«فيلكنز زاك»، والفرقة حققت نجاحا هائلا على ماي سبيس، وأصبحت الفرقة الأبرز الغير متوقعه بعد.
في أواخر عام 2003، بعد ان أدت «ون ريبوبليك» العديد من العروض في جميع أنحاء منطقة لوس انجلوس، اقتربت عدد من شركات الإنتاج الفني للفرقه مع العروض، ولكن ون ريبوبليك وقعت في نهاية المطاف مع "Velvet Hammer"، جزء من تسجيلات كولومبيا «كولومبيا للتسجيلات» وكان من المقرر اطلاق الألبوم في 6 يونيو 2006، ولكن تم إسقاط الفرقة من تسجيلات كولومبيا قبل شهرين من صدورالألبوم.
تم طرح الاغنيه الرئيسيه "Apologize" في 2005 ونشرت على ماي سبيس في 2006، أصدرت ون ريبوبليك في عام 2007 ألبومها الأولDreaming Out Loud ‏ .
ون ريبوبليك صنعت التاريخ عندما تلقت "Apologize" أكبر قدر من البث على الراديو، السجل الوحيد الذي كسر مرة أخرى من قبل "Bleeding Love" من قبل ليونا لويس، أغنية شارك تيدر فيها أيضا وكتبها. وقد كانت هذه الاغنية الأكثر تحميلا عام صدورها.
كما كانت أغنية "Timbaland" أحد ابرز اغانيهم وحققت نجاحاً عالمياً كبيراً، وظهرت للاغنيه عدد كبير من الـ ريمكس، حيث بلغت رقم واحد في 16 بلدا ووصلت التنزيلات الي 10,000,000، وتم ترشيح الاغنية لجائزة غرامي. كما حققت الفرقة النجاح الوطني مع أغنية اخري للمرة الثانية "Stop and Stare". وحصل الالبوم في وقت لاحق علي شهادة البلاتينيه من الـ (RIAA)
صدر ألبوم الفرقة الثاني "Waking Up"، في عام 2009، والالبوم الثالث في عام 2013 تحت اسم "Native" وكانت الاغنية الثالثه في الالبوم "Counting Stars" أحد أكثر الاغاني نجاحاً في السنوات الاخيره، وفي 31 مايو 2013 صدر للأغنيه فيديو موسيقي علي يوتيوب وتخطت عدد مشاهداته الـ 2 مليارو200 مليون .
في 7 أكتوبر 2016 اصدرت الفرقة البوم بعنوان "Oh My My".

## ألبومات استوديو
- (2007) Dreaming Out Loud
- (2009) Waking Up
- (2013) Native
- (2016) Oh My My

## أعضاء الفرقة
- رايان تيدير
- زاك فيلكينز
- إيدي فيشير
- درو براون
- برينت كوتزل

## جوائز وترشيحات
فازت فرقة "OneRepublic" بعدة جوائز موسيقية، وحصلت على العديد من الترشيحات، بما في ذلك جوائز American Music Awards، و Billboard Music Awards ، و World Music Awards ، وGrammy Awards. وبشكل منفصل فاز المغني ريان تيدر بثلاث جوائز جرامي بسبب كتابتة بعض الأغاني لـ "أديل" و«تايلور سويفت».

## وصلات خارجية
- وان ريبوبليك على موقع IMDb (الإنجليزية)
- وان ريبوبليك على موقع ميتاكريتيك (الإنجليزية)
- وان ريبوبليك على موقع ميوزك برينز (الإنجليزية)
- وان ريبوبليك على موقع أول موفي (الإنجليزية)
- وان ريبوبليك على موقع أول ميوزيك (الإنجليزية)
- وان ريبوبليك على موقع ديسكوغز (الإنجليزية)

- الموقع الرسمي
- OneRepublic Online
- OneRepublic Sessions at AOL Music